# Animazoo
Animazoo é uma série de animação infantil criada por Ismael Chedid e produzida pela TACFilmes. A série é derivada do projeto homônimo e é exibida no SBT Santa Catarina. Antes de sua estreia oficial, que ocorreu no dia 12 de outubro de 2018, o canal oficial, Animazoo Kids, postou três episódios.

## Produção
A produção da animação levou cerca de um ano e foi viabilizada junto à Ancine por meio da Lei do Audiovisual (Lei Federal 8.685/93). Foram produzidas duas temporadas com 26 episódios cada, pela TACFilmes. A produção de áudio é por conta da empesa Café Maestro Produções.